# Sébastien Le Prestre de Vauban
Sébastien Le Prestre de Vauban ili Marquis de Vauban (* 1. svibnja ili 4. svibnja (kršten 15. svibnja) 1633. u Saint-Léger-de-Foucheretu, Burgundija, danas Saint-Léger-Vauban, Département Yonne); † 30. ožujka 1707. u Parizu) je bio francuski general, vojni inženjer i maršal.

## Životopis
Sébastien le Prestre, kasnije Marquis de Vauban, rođen je početkom svibnja 1633. godine u Saint-Léger-de-Foucheret kraj Avallona kao sin Urbaina le Prestrea i Edmée Cormignolles u niže plemićku obitelj.
Mnogi su europski graditelji vojnih utvrda gradili pod utjecajem Vaubana. Među njima bio je projektant osječke Tvrđe Maximilian Eugen Gosseau d'Henef.
Umro je 1707. godine.

## Gradnje Vaubana
- Citadela u Arrasu, Arras (Pas de Calais)
- Fort Lagarde, Prats-de-Mollo-la-Preste (Languedoc-Roussillon)
- Tvrđava Landau (Rheinland-Pfalz)
- Više vidi na Vaubanove utvrde.